# گرگ باور
گرگ باور (انگلیسی: Gustave Bauer; ۳ آوریل ۱۸۸۴ – ۱۵ فوریه ۱۹۴۷) کشتی‌گیر اهل ایالات متحده آمریکا بود.